# Pitkovice
Pitkovice – część Pragi. W 2006 zamieszkiwało ją 197 mieszkańców.